# Cigliè
Cigliè é uma comuna italiana da região do Piemonte, província de Cuneo, com cerca de 188 habitantes. Estende-se por uma área de 5 km², tendo uma densidade populacional de 38 hab/km². Faz fronteira com Bastia Mondovì, Clavesana, Mondovì, Niella Tanaro, Rocca Cigliè.

## Demografia
| Variação demográfica do município entre 1861 e 2011                               |
|                                                                                   |
| Fonte: Istituto Nazionale di Statistica (ISTAT) - Elaboração gráfica da Wikipedia |